# فرودگاه آبی واندرهوف (محلی)
فرودگاه آبی واندرهوف (محلی) (به انگلیسی: Vanderhoof (District) Water Aerodrome) یک فرودگاه همگانی است که یک باند فرود آب دارد. این فرودگاه در کشور کانادا قرار دارد و در ارتفاع ۶۲۵ متری از سطح دریا واقع شده است.